# Gare de Neufchâtel-Hardelot
La gare de Neufchâtel-Hardelot est une gare ferroviaire française de la ligne de Longueau à Boulogne-Ville, située sur le territoire de la commune de Neufchâtel-Hardelot dans le département du Pas-de-Calais, en région Hauts-de-France.
Elle est mise en service en 1847 par la Compagnie du chemin de fer d'Amiens à Boulogne avant de devenir une gare de la Compagnie des chemins de fer du Nord. 
C'est une halte voyageurs de la Société nationale des chemins de fer français (SNCF), desservi par des trains TER Hauts-de-France.

## Situation ferroviaire
Établie à 50 mètres d'altitude, la gare de Neufchâtel-Hardelot est située au point kilométrique (PK) 239,417 de la ligne de Longueau à Boulogne-Ville, entre les gares de Dannes - Camiers et d'Hesdigneul.

## Histoire
La « station de Neufchâtel » est mise en service le 21 décembre 1847 par la Compagnie du chemin de fer d'Amiens à Boulogne lorsqu'elle ouvre à l'exploitation la section d'Abbeville à Neufchâtel, en prolongement de la première section d'Amiens à Abbeville de sa ligne d'Amiens à Boulogne qu'elle ouvre dans sa totalité de la ligne le 17 avril 1848.
En 1851, elle devient une gare de la Compagnie des chemins de fer du Nord, lorsque celle-ci accepte une fusion absorption avec la compagnie primitive qui ne peut résister à la concurrence de sa grande rivale.

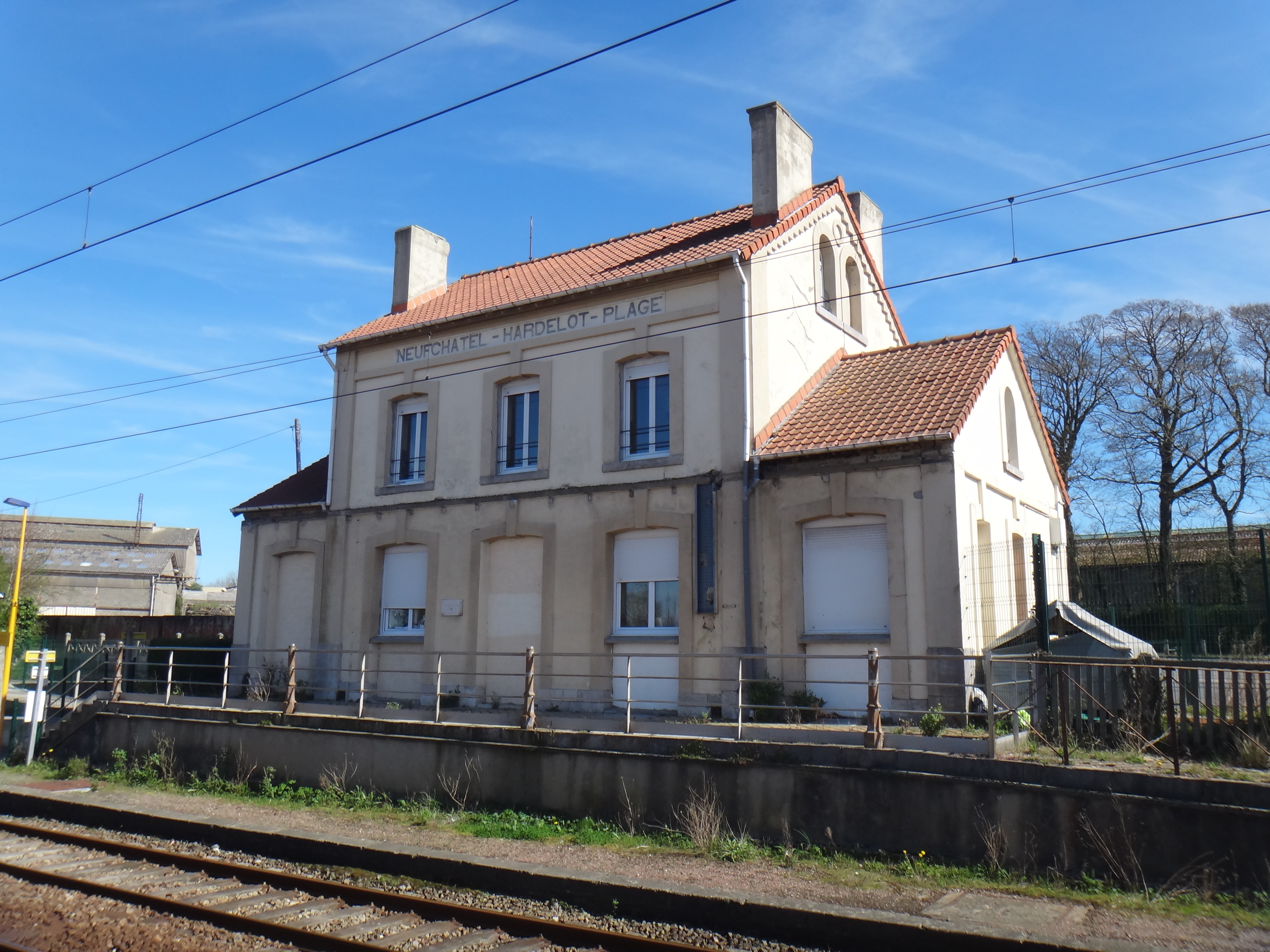
La gare côté voie.

## Service des voyageurs

### Accueil
Halte SNCF, c'est un point d'arrêt non géré (PANG) à accès libre. 

### Desserte
Neufchâtel-Hardelot est desservie par des trains TER Hauts-de-France qui effectuent des missions entre les gares : de Rang-du-Fliers - Verton, ou d'Étaples - Le Touquet, et de Boulogne-Ville, ou de Calais-Ville ; d'Amiens et de Calais-Ville.

### Intermodalité
Le stationnement des véhicules est possible à proximité de l'ancien bâtiment voyageurs. 

## Patrimoine ferroviaire
Le bâtiment voyageurs, reconverti en habitation, appartient au plan-type standard no 1 de la Compagnie des chemins de fer du Nord.